# Rock Your Body
Rock Your Body – trzeci singel promujący debiutancki album Justina Timberlake’a pt. Justified. Utwór powstał przy współpracy Vanessy Marquez.